# East Rolette (Dakota del Norte)
East Rolette es un territorio no organizado ubicado en el condado de Rolette en el estado estadounidense de Dakota del Norte. En el Censo de 2010 tenía una población de 493 habitantes y una densidad poblacional de 0,73 personas por km².

## Geografía
East Rolette se encuentra ubicado en las coordenadas 48°43′33″N 99°34′48″O / 48.72583, -99.58000. Según la Oficina del Censo de los Estados Unidos, East Rolette tiene una superficie total de 676.77 km², de la cual 660.11 km² corresponden a tierra firme y (2.46%) 16.66 km² es agua.

## Demografía
Según el censo de 2010, había 493 personas residiendo en East Rolette. La densidad de población era de 0,73 hab./km². De los 493 habitantes, East Rolette estaba compuesto por el 83.98% blancos, el 0% eran afroamericanos, el 13.59% eran amerindios, el 0% eran asiáticos, el 0% eran isleños del Pacífico, el 0% eran de otras razas y el 2.43% pertenecían a dos o más razas. Del total de la población el 0.81% eran hispanos o latinos de cualquier raza.